# Tommy Brown (Sänger)
Thomas A. Brown (* 27. Mai 1931 in Lumpkin (Georgia); † 12. März 2016), bekannt als Tommy Brown, war ein US-amerikanischer Rhythm-and-Blues-Sänger, der seine größten Erfolge Anfang der 1950er Jahre feierte, insbesondere zusammen mit den Griffin Brothers.

## Biografie
Geboren 1931 in Lumpkin in Georgia, gründete Brown in den 1940er Jahren eine Band, in der er das Schlagzeug bediente. Sie traten in der Gegend von Atlanta auf. 1949 veröffentlichte Brown bei Regent Records den Atlanta Boogie, der bereits auf den Rock ’n’ Roll verwies:
Well, the whole town's rockin' just about the break of day

Well, when the bar starts jumpin' you can hear the cats all say

Well, let's rock'n'roll, well, let's rock'n'roll

Yes, let's rock'n'roll till the break of day...
1951 begann Brown, bei Dot Records mit den Griffin Brothers als Sänger zusammenzuarbeiten. Im August desselben Jahres hatten sie mit Tra-La-La einen Top-10-Hit in den R&B-Charts, gefolgt von der Nummer 1 Weepin’ and Cryin’, ebenfalls 1951.
Anfang 1952 wurde Brown zum Militärdienst einberufen, nach dessen Abschluss er im Oktober 1952 zu United Records in Chicago wechselte. Er spielte einige Zeit in den Bands von Bill Doggett und Big Walter Horton. Brown machte etliche R&B-Aufnahmen bei kleineren Labels, bevor er sich in den 1960ern und 1970ern der Comedy zuwandte. Er veröffentlichte zwei Comedy-Livealben, I Ain’t Lyin’ (1967) und I Ain’t Lyin’ Vol. 2 (1968).
Brown war mit der Gospel- und Soulsängerin Liz Lands verheiratet, mit der er in den 1960er Jahren ein kurzlebiges Plattenlabel namens T & L Records betrieb. 
1977 kehrte Brown nach Atlanta zurück, wo er für das Landmark Personal Care Center arbeitete. 2001 hatte er ein Comeback und trat weltweit bei Bluesfestivals auf. Neben neuen Aufnahmen wurden seine alten Aufnahmen neu aufgelegt. 2015 wurde Brown in die Blues Hall of Fame aufgenommen. Er starb 2016 im Alter von 84 Jahren.

## Einzelnachweis
1. ↑  Nachruf (englisch)

| Personendaten    | Personendaten                |
| ---------------- | ---------------------------- |
| NAME             | Brown, Tommy                 |
| ALTERNATIVNAMEN  | Brown, Thomas A.             |
| KURZBESCHREIBUNG | US-amerikanischer R&B-Sänger |
| GEBURTSDATUM     | 27. Mai 1931                 |
| GEBURTSORT       | Lumpkin (Georgia)            |
| STERBEDATUM      | 12. März 2016                |